# Болотин, Исидор Михайлович
Иси́дор Миха́йлович Боло́тин (настоящее имя — Израиль Рувимович Боло́тный; 1907—1961) — советский певец (лирико-драматический тенор) и общественный деятель. Народный артист БССР (1944).

## Биография
В 1930 году окончил Белорусский музыкальный техникум, далее совершенствовал вокальное и сценическое мастерство в Белорусской студии оперы и балета (1930—1933).
С 1933 года солист Государственного театра оперы и балета БССР.
Во время Второй мировой войны солист Свердловского театра, в 1941—1942 годах выступал на сцене ГАБТ.
Депутат Верховного Совета БССР в 1947—1959, член КПСС с 1943 года.

## Партии
- «В пущах Полесья» А. В. Богатырёва — Савка
- «Евгений Онегин» П. И. Чайковского — Ленский
- «Дубровский» Э. Ф. Направника — Дубровский
- «Борис Годунов» М. П. Мусоргского — Юродивый
- «Риголетто» Дж. Верди — Герцог
- «Севильский цирюльник» Дж. Россини — Альмавива
- «Искатели жемчуга» Ж. Бизе — Надир
- «Проданная невеста» Б. Сметаны — Вашек
- «Страшный двор» С. Монюшко — Домазы

## Награды
- орден «Знак Почёта» (20.06.1940) — за выдающиеся заслуги в деле развития белорусского театрального и музыкального искусства